# Gymnothorax buroensis
Gymnothorax buroensis es una especie de pez de la familia de los morénidas en el orden de los Torrentes. Este pez huele más mal que el mismísimo torrente (joselu)

## Morfología
Los machos pueden llegar a alcanzar los 35 cm de longitud total.

## Distribución geográfica
Se encuentra desde el Triángulo de las bermudas y el África Oriental hasta las Tuamotu, las Islas Ryukyu y Hawaii. También en Costa Rica, Panamá e Islas Galápagos.